# Temporada 1975 del Campeonato Mundial de Rally
La temporada 1975 fue la 3.ª edición del Campeonato Mundial de Rally. Comenzó el 15 de enero con el Rally de Montecarlo y terminó el 26 de noviembre en el Rally de Gran Bretaña. Al igual que las anteriores sólo contó para los fabricantes.

## Calendario
El calendario se mantuvo, desapareciendo solamente el Rally de los Alpes Austríacos y las dos pruebas americanas. Regresó el Rally de Marruecos.
| N.º | Fecha                | Rally                 |
| --- | -------------------- | --------------------- |
| 1   | 15 - 24 de enero     | Rally de Montecarlo   |
| 2   | 13 - 15 de febrero   | Rally de Suecia       |
| 3   | 27 - 31 de marzo     | Rally Safari          |
| 4   | 24 - 31 de mayo      | Rally Acrópolis       |
| 5   | 24 - 28 de junio     | Rally de Marruecos    |
| 6   | 18 - 21 de julio     | Rally de Portugal     |
| 7   | 29 - 31 de agosto    | Rally de Finlandia    |
| 8   | 1 - 4 de octubre     | Rally de San Remo     |
| 9   | 8 - 9 de noviembre   | Rally de Córcega      |
| 10  | 22 - 26 de noviembre | Rally de Gran Bretaña |

## Equipos
| Constructor    | Automóvil              | Piloto                |
| -------------- | ---------------------- | --------------------- |
| Lancia         | Lancia Stratos         | Rafaelli Pinto        |
| Lancia         | Lancia Stratos         | Bjorn Waldegard       |
| Lancia         | Lancia Beta            | Simo Lampinen         |
| Lancia         | Lancia Beta            | Amilcare Ballestrieri |
| Lancia         | Lancia Beta            | Mauro Pregliasco      |
| Fiat           | Fiat 124 Abarth Spider | Alcide Paganelli      |
| Fiat           | Fiat 124 Abarth Spider | Maurizio Verini       |
| Fiat           | Fiat 124 Abarth Spider | Fulvio Bachelli       |
| Fiat           | Fiat 124 Abarth Spider | Markku Alén           |
| Fiat           | Fiat 124 Abarth Spider | Bernard Daniche       |
| Alpine-Renault | Alpine A 310 1800      | Achim Warmbold        |
| Alpine-Renault | Alpine A 310 1800      | Jean-Luc Therier      |
| Alpine-Renault | Alpine A 110 1800      |                       |
| Alpine-Renault | Jean-Pierre Manzagol   |                       |
| Ford           | Ford Escort RS 1800    | Timo Makinen          |
| Ford           | Ford Escort RS 1800    | Roger Clark           |

- En 1975 los pilotos tenían contratos por pruebas, por lo que un piloto podía competir en diferentes equipos a lo largo del año. Hannu Mikkola corrió con Fiat en Montecarlo, con Peugeot en Rally Safari y Marruecos y en Finlandia con Toyota.[1]

### Puntuación
| Posición | 1º | 2º | 3º | 4º | 5º | 6º | 7º | 8º | 9º | 10º |
| -------- | -- | -- | -- | -- | -- | -- | -- | -- | -- | --- |
| Puntos   | 20 | 15 | 12 | 10 | 8  | 6  | 4  | 3  | 2  | 1   |

## Historia
- En el Rally de Montecarlo y Rally de Suecia ganó cómodamente el Lancia Stratos de Lancia pilotado por Munari y Bjorn Waldegard. Alpine la gran decepción con múltiples abandonos en ambos rallies. Tras el Rally de Suecia el Grupo Fiat decidió que Lancia sería el que lucharía por el título y que Fiat serviría de apoyo.[1]
- En el Rally Safari el sueco Bjorn Waldegard dominó la prueba con el Stratos pero una avería mecánica la relegaría a la tercera plaza. El vencedor sería Ove Andersson con un Peugeot 504.[1]
- En Grecia los Lancia abandonaron tras un duro rally que se llevaría Walter Rohrl con un Opel Ascona.[1]
- En Marruecos, Alén y Waldegard corrieron con el Fiat 124 pero ambos se retiraron. La prueba la ganó Hannu Mikkola con Peugeot.[1]
- En el Rally de Portugal, prueba retrasada debido las elecciones generales, los Fiat no fallaron consiguiendo un doblete con Alén y Mikkola.[1]
- En Finlandia ganó Hannu Mikkola con un Toyota prestado de Ove Andersson, donde el sueco Stig Blomqvist fue descalificado tras ser alcanzado por el radar de tráfico a 73 km/h en una zona restringida a 60kmh.[1]
- En San Remo, Lancia contaba con menos puntos de lo esperado, tras cuatro rallies sin subir al podio. Waldegard ganó la prueba tras el abandono de Munari.[1]
- En el Rally de Córcega, los Stratos de Munari y Pinto abandonaron, siendo el vencedor Bernard Daniche que aguantó la presión del Alpine de Jean-Pierre Nicolas que finalizaría a solo 32 segundos.[1]
- El RAC Rally fue de nuevo dominio de los Ford de Timo Makinen y Roger Clark, sin embargo el protagonista fue Waldegard. Tras una avería, que penalizaría por exceso de tiempo en la reparación, sería descalificado por lo que Lancia apeló y el sueco continuó en carrera, remontando desde el puesto 120 ganando 44 tramos de 70 hasta colocarse en séptima posición. Hasta que finalmente los comisarios ratificaron su descalificación.[1]

## Resultados
| N.º | Constructor    | MON | SWE | KEN | GRE | MAR | POR | FIN | ITA | FRA | GBR | Puntos |
| --- | -------------- | --- | --- | --- | --- | --- | --- | --- | --- | --- | --- | ------ |
| 1   | Lancia         | 20  | 20  | 15  |     |     |     |     | 20  | 20  | 1   | 96     |
| 2   | Fiat           | 15  | 8   |     |     |     | 20  |     | 15  |     | 3   | 61     |
| 3   | Alpine-Renault | 6   |     |     | 15  | 12  |     |     | 12  | 15  |     | 60     |
| 4   | Opel           |     | 3   |     | 20  |     | 10  | 8   | 6   | 1   | 10  | 58     |
| 5   | Peugeot        |     |     | 20  |     | 20  |     |     |     |     |     | 40     |
| 6   | Ford           |     | 1   |     |     |     | 2   | 12  |     |     | 20  | 35     |
| 7   | Toyota         |     |     |     |     |     | 12  | 20  |     |     |     | 32     |
| 8   | Saab           |     |     | 6   |     | 6   | 8   | 6   |     |     |     | 30     |
| 9   | Datsun         | 3   |     |     | 4   |     |     |     | 4   | 12  |     | 26     |
| 10  | Alfa Romeo     | 3   |     |     | 4   |     |     |     | 4   | 12  |     | 23     |
| 11  | Mitsubishi     |     |     | 10  | 12  |     |     |     |     |     |     | 22     |
| 12  | Citroën        |     |     |     |     | 10  | 3   |     |     |     |     | 13     |
| 13  | Porsche        | 4   |     |     |     |     |     |     | 8   |     |     | 12     |
| 14  | Volvo          |     | 2   |     | 6   | 1   |     |     |     |     |     | 9      |
| 15  | Renault        | 8   |     |     |     |     |     |     |     |     |     | 8      |
| 15  | Audi           |     |     |     | 8   |     |     |     |     |     |     | 8      |
| 17  | Škoda          |     | 4   |     |     |     |     |     |     |     |     | 4      |
| 18  | Chrysler       |     |     |     |     |     |     | 2   |     |     |     | 2      |
| 18  | Vauxhall       |     |     |     |     |     |     |     |     |     | 2   | 2      |
| 20  | BMW            | 1   |     |     |     |     |     |     |     |     |     | 1      |
| 20  | Lada           |     |     |     | 1   |     |     |     |     |     |     | 1      |